# Matej Mršić
Matej Mršić (Fiume, 13 gennaio 1994) è un calciatore croato, centrocampista del Podbeskidzie.

## Carriera
Ha giocato nella massima serie slovena e in quella ceca.

## Statistiche

### Presenze e reti nei club
Statistiche aggiornate al 23 agosto 2021.
| Stagione                  | Squadra                   | Campionato                | Campionato | Campionato | Coppe nazionali | Coppe nazionali | Coppe nazionali | Coppe continentali | Coppe continentali | Coppe continentali | Altre coppe | Altre coppe | Altre coppe | Totale | Totale |
| Stagione                  | Squadra                   | Comp                      | Pres       | Reti       | Comp            | Pres            | Reti            | Comp               | Pres               | Reti               | Comp        | Pres        | Reti        | Pres   | Reti   |
| ------------------------- | ------------------------- | ------------------------- | ---------- | ---------- | --------------- | --------------- | --------------- | ------------------ | ------------------ | ------------------ | ----------- | ----------- | ----------- | ------ | ------ |
| gen.-mag. 2013            | Pomorac                   | 2.HNL                     | 5          | 0          |                 | -               | -               |                    | -                  | -                  |             | -           | -           | 5      | 0      |
| 2013-2014                 | Pomorac                   | 2.HNL                     | 26         | 5          |                 | -               | -               |                    | -                  | -                  |             | -           | -           | 26     | 5      |
| Totale Pomorac            | Totale Pomorac            | Totale Pomorac            | 31         | 5          |                 | -               | -               |                    | -                  | -                  |             | -           | -           | 31     | 5      |
| lug.-set. 2015            | Celje                     | 1.SNL                     | 4          | 0          |                 | -               | -               | UEL                | 2                  | 0                  |             | -           | -           | 6      | 0      |
| set. 2015-2016            | Sebenico                  | 2.HNL                     | 8          | 1          | CC              | 1               | 0               |                    | -                  | -                  |             | -           | -           | 9      | 1      |
| feb.-mag. 2017            | Táborsko                  | 2L                        | 13         | 1          | CRC             | 1               | 0               |                    | -                  | -                  |             | -           | -           | 14     | 1      |
| 2017-2018                 | Táborsko                  | 2L                        | 30         | 3          | CRC             | 2               | 0               |                    | -                  | -                  |             | -           | -           | 32     | 3      |
| Totale Táborsko           | Totale Táborsko           | Totale Táborsko           | 43         | 4          |                 | 3               | 0               |                    | -                  | -                  |             | -           | -           | 46     | 4      |
| 2018-2019                 | Dyn. Č. Budějovice        | 2L                        | 18         | 3          | CRC             | 2               | 0               |                    | -                  | -                  |             | -           | -           | 20     | 3      |
| 2019-2020                 | Dyn. Č. Budějovice        | 1L                        | 28         | 2          | CRC             | 3               | 0               |                    | -                  | -                  |             | -           | -           | 31     | 2      |
| 2020-2021                 | Dyn. Č. Budějovice        | 1L                        | 34         | 2          | CRC             | 1               | 0               |                    | -                  | -                  |             | -           | -           | 35     | 2      |
| 2021-2022                 | Dyn. Č. Budějovice        | 1L                        | 4          | 0          | CRC             | 0               | 0               |                    | -                  | -                  |             | -           | -           | 4      | 0      |
| Totale Dyn. Č. Budějovice | Totale Dyn. Č. Budějovice | Totale Dyn. Č. Budějovice | 84         | 7          |                 | 6               | 0               |                    | -                  | -                  |             | -           | -           | 90     | 7      |
| Totale carriera           | Totale carriera           | Totale carriera           | 170        | 17         |                 | 10              | 0               |                    | 2                  | 0                  |             | -           | -           | 182    | 17     |